# Französische Dichtung (zweisprachige Anthologie)
Französische Dichtung ist eine zweisprachige Anthologie französischer Dichtung, die von Friedhelm Kemp, Werner von Koppenfels und anderen Fachgelehrten herausgegeben wurde und 1990 bei C. H. Beck erschien, später auch als Taschenbuch.

## Anthologie
Die zweisprachige Anthologie (französisch-deutsch) ist untergliedert in die einzelnen Bände: Band 1: Von Villon bis de Viau; Band 2: Von Corneille bis de Nerval; Band 3: Von Baudelaire bis Valéry; Band 4: Von Apollinaire bis heute. Die Bände sind mit umfassenden Kommentaren und Anmerkungen ausgestattet sowie weiterführenden Hinweisen zu Ausgaben, Übersetzungen und Literatur. Es ist eine der umfangreichsten Sammlungen ihrer Art im deutschen Sprachraum.
Das Erscheinen der 4-bändigen Anthologie wurde von der Robert Bosch Stiftung gefördert.
Wie dem Geleitwort der Robert Bosch Stiftung von Rüdiger Stephan zu entnehmen ist, entstand der Plan dazu 1986 in Düsseldorf bei einer Tagung, zu der die Universität, das Heinrich-Heine-Institut und die Robert Bosch Stiftung eingeladen hatten.

„Frankreichs Literatur, ihre Präsenz und Rezeption in Deutschland waren das Thema. Die kritische Bilanz förderte Erstaunliches zutage. Unser nächster Nachbar war weniger bekannt, weiter entfernt als angenommen.“

## Aufbau
Die einzelnen Bände enthalten Gedichte der folgenden Dichter:
Band 1 (herausgegeben von Friedhelm Kemp und Werner von Koppenfels)
François Villon – Jean Molinet – Jean Lemaire de Belges – Mellin de Saint-Gelais – Clément Marot – François Ier – Marguerite de Navarre – François Rabelais – Étienne Dolet – Maurice Scève – Pernette Du Guillet – Louise Labé – Michel de Nostredame – Jean Dorat – Pierre de Ronsard – Joachim Du Bellay – Pontus de Tyard – Olivier de Magny – Étienne Jodelle – Jacques Peletier du Mans – Rémy Belleau – Jean-Antoine de Baïf – Étienne de La Boétie – Michel de Montaigne – Jacques Grévin – Maria Stuart – Amadis Jamyn – Étienne Pasquier – Guillaume du Bartas – Jean Passerat – Philippe Desportes – Jean Le Houx – Jean de Boyssières – Jean de La Ceppède – Jean de Sponde – Agrippa d’Aubigné – Mathurin Régnier – Jacques Du Perron – Étienne Durand – Jean-Baptiste Chassignet – François de Malherbe – Jean Ogier de Gombauld – François Maynard – Germain Habert de Cérisy – Jacques Vallée Des Barreaux – Jean Desmarets de Saint-Sorlin – Pierre Le Moyne – Théophile de Viau – Marc-Antoine Girard de Saint-Amant – Tristan L’Hermite
Band 2 (herausgegeben von Hanno Helbling und Federico Hindermann)
Pierre Corneille – Jean de La Fontaine – Nicolas Boileau alias Despréaux – Jean Racine – Jean-Baptiste Rousseau – Voltaire – Jean-Jacques Lefranc de Pompignan – André Chénier – Pierre-Jean de Béranger – Marceline Desbordes-Valmore – Alphonse de Lamartine – Alfred de Vigny – Victor Hugo – Charles A. Sainte-Beuve – Aloysius Bertrand – Auguste Barbier – Maurice de Guérin – Alfred de Musset – Théophile Gautier – Charles-Marie Leconte de Lisle – Théodore de Banville – Gérard de Nerval
Band 3 (herausgegeben von Friedhelm Kemp und Hans T. Siepe)
Charles Baudelaire – Stéphane Mallarmé – Paul Verlaine – Arthur Rimbaud – Lautréamont – Tristan Corbière – Charles Cros – Jules Laforgue – Alfred Jarry – José-Maria de Heredia – Jean Moréas – Henri de Régnier – Maurice Maeterlinck – Émile Verhaeren – André Gide – Francis Jammes – Paul Claudel – Anna de Noailles – Saint-Pol-Roux – Oscar-Vladislas de Lubicz-Milosz – Victor Segalen – Raymond Roussel – Paul-Jean Toulet – Charles-Ferdinand Ramuz – Valery Larbaud – Charles Péguy – Jules Romain – Georges Duhamel – Paul Valéry – Catherine de Pozzi
Band 4 (herausgegeben von Bernhard Böschenstein und Hartmut Köhler)
Guillaume Apollinaire – Blaise Cendrars – Léon-Paul Fargue – Max Jacob – Pierre Reverdy – Saint-John Perse – Rainer Maria Rilke – Jules Supervielle – André Breton – Robert Desnos – Antonin Artaud – Paul Éluard – Louis Aragon – Benjamin Péret – Tristan Tzara – Henri Michaux – Pierre Jean Jouve – Gustave Roud – René Char – Francis Ponge – Eugène Guillevic – Raymond Queneau – Jean Tardieu – Jean Follain – André Frénaud – Georges Schehadé – Anne Hébert – Jean Tortel – Léopold Sédar Senghor – Yves Bonnefoy – Philippe Jaccottet – Jean-Claude Renard – Roger Kowalski – André du Bouchet – Jacques Dupin – Michel Deguy – Jacques Réda – Jacques Roubaud